# Nematus nubium
Nematus nubium är en stekelart som först beskrevs av Benson 1935.  Nematus nubium ingår i släktet Nematus, och familjen bladsteklar. Arten är reproducerande i Sverige.